# NGC 7335
NGC 7335 ist eine linsenförmige Galaxie vom Hubble-Typ S0/a Sternbild Pegasus am Nordsternhimmel. Sie ist schätzungsweise 292 Millionen Lichtjahre von der Milchstraße entfernt und hat einen Durchmesser von etwa 100.000 Lj.
Im selben Himmelsareal befinden sich u. a. die Galaxien NGC 7331, NGC 7336, NGC 7337, NGC 7340.
Das Objekt wurde am 13. September 1784 von Wilhelm Herschel entdeckt.